# Pvll
Pvll (engl. to pull = „ziehen“) ist das Debütalbum des Art-Pop-Quintetts Wive. Es wurde am 5. Februar 2010 via Exile on Mainstream veröffentlicht.

## Stil und Rezeption
Auf „Pvll“ verarbeitet die Band zahlreiche Einflüsse; so stellt etwa Mario Karl von Musik an sich fest:

„Ihr Album wirkt irgendwie abstrakt, aber doch wieder sehr intim. Ein Tongemälde in Moll und eine wahre melancholische Schönheit. Dabei klingt der Sound der Band anfangs recht sperrig und die Songs geben erst nach und nach ihren wahren Kern preis, der musikalisch eine recht organische Verschmelzung aus den Elementen Electronica, düster-melodischem Pop, sensibler Americana, Shoegazing-Charme und auch einem Hauch Klassik ist. Stets ruhig und unaufgeregt vorgetragen und warm im Abgang. Der Gesang wirkt nicht selten sogar verhältnismäßig entrückt und introvertiert, ganz so, als würde die männliche Stimme in einem dunklen Raum für sich alleine singen, was die Musik sehr prägt.“

Die Melodien auf „Pvll“ sind minimalistisch gehalten und spärlich instrumentiert, was sie eine schwelgerische Stimmung verbreiten lässt; so ist etwa im goon-Magazin zu lesen:

„Aufgenommen in heimischen Wohnzimmern, Garagen und sogar Schränken ist „Pvll“ eine ziemlich intime Angelegenheit geworden. (...) Trotz einer Vielzahl an eingesetzten Klangquellen besteht der Reiz hier in der Reduzierung. Jeder Schlagzeugschlag und jede Geigenharmonie, jedes elektronische Geräusch und jeder Einsatz einer Zweistimme hat genau seinen spezifischen Platz und somit einen eigenen Moment. Der bleibt.“

## Titelliste
1. Toast to Famines
2. Teethy
3. Langvage
4. Lazarvs and Dives
5. Come, Join the Sea
6. Attrition
7. The Day Bvrnt to Death
8. Widows
9. Tongve of Callvs
10. Slvmber's Edit

## Besonderheiten
In der Schreibweise der Liedtitel sowie des Albumtitels wird konsequent das latinisierte V statt eines U verwendet (etwa: Lazarvs statt Lazarus).
Die Erstauflage des Albums erschien in einer auf 1.000 Stück limitierten, nummerierten Version. Sie wird in einem handbedruckten Stoffbeutel verkauft, dem außer der Nummer des Exemplars auch eine Liste von Tourterminen 2010 beiliegt.